# Marianne Lüchou
Katharina Marianne Lüchou, född 21 oktober 1899 i Helsingfors, död 1997, var en finländsk skribent och författare. Hon ingick 1921 äktenskap med Nils Lüchou.
Lüchou, som dotter till vicehäradshövding John Alexis Dittmar och Fanny Maria Eugenie (Maggie) af Hellen, blev student 1917. Hon var verksam som arkivarie i Finska träförädlingsindustrins centralförbund från 1949 och skrev kulinariska kåserier i Svenska Pressen (i samarbete med maken, signaturen Lou-Lou) 1929–1938 och i Nya Pressen (signaturen Lou) 1953–1963. 
Lüchou var styrelsemedlem i föreningen Brobergska skolans vänner 1948–1957, Svenska teaterklubben, Kammarteatern 1954–1964, Svenska teaterföreningen i Finland från 1953, viceordförande från 1962, och Centralförbundet för Finlands svenska teaterorganisationer från 1965. Hon författade Laga mat som Lou-Lou (tillsammans med Nils Lüchou, 1934, omarbetad upplaga 1957), Hauskaa ruuanlaittoa (1955) och Svenska teaterföreningens i Finland 50-års historik (1963) samt redigerade Nils Lüchous Teaterstaden Helsingfors under tre decennier (1960).